# Nymphe à la source
Nymphe à la source est un tableau réalisé en 1869-1870 par le peintre français Auguste Renoir. De format horizontal, cette huile sur toile est une peinture mythologique qui représente une nymphe étendue près d'un ruisseau, sans doute une naïade. Entièrement nue, la jeune femme emprunte ses traits à Lise Tréhot, modèle avec qui l'artiste entretient une relation amoureuse, de sorte que l'œuvre est également un portrait. Achetée en 1951, elle est conservée à la National Gallery, à Londres, au Royaume-Uni.